# East Farnham
East Farnham es un municipio de la provincia de Quebec, Canadá. Está ubicado en el condado regional de Brome-Missisquoi y a su vez, en la región administrativa de Montérégie. Hace parte de las circunscripciones electorales de Brome-Missisquoi a nivel provincial y de Brome−Missisquoi a nivel federal.

## Geografía
East Farnham se encuentra ubicada en las coordenadas 45°14′00″N 72°46′00″O / 45.23333, -72.76667. Según Statistics Canada, tiene una superficie total de 4,92 km² y es una de las 1134 localidades en las que está dividido administrativamente el territorio de la provincia de Quebec.

## Demografía
Según el censo de 2011, había 553 personas residiendo en este municipio con una densidad poblacional de 112,5 hab./km². Los datos del censo mostraron que de las 484 personas censadas en 2006, en 2011 hubo un aumento poblacional de 69 habitantes (14,3%). El número total de inmuebles particulares resultó de 232 con una densidad de 47,16 inmuebles por km². El número total de viviendas particulares que se encontraban ocupadas por residentes habituales fue de 223.